# Sam Donahue
Pour les articles homonymes, voir Donahue.
Samuel Koontz Donahue, né le 18 mars 1918 à Détroit (Michigan) et mort le 22 mars 1974 à Reno (Nevada), est un saxophoniste, trompettiste et arrangeur de jazz américain.
Il a joué, entre autres, avec Gene Krupa, Tommy Dorsey, Benny Goodman, Billy May, Woody Herman et Stan Kenton.

## Biographie
Sam Donahue est né à Detroit. Il joue dans les groupes de Gene Krupa, Harry James et Benny Goodman puis, durant la Seconde Guerre mondiale, reprend le groupe de la marine américaine d'Artie Shaw. Après la guerre, il monte et dirige un groupe qui enregistre pour Capitol Records. Les trompettistes Harry Gozzard (en), Doc Severinsen et Wayne Herdell ainsi que l'arrangeur Leo Reisman, la chanteuse Frances Wayne et le chanteur Jo Stafford sont membres du groupe qui est dissous en 1951 lorsque Donahue s'engage dans la marine pour servir lors la guerre de Corée.
Marié à l'actrice Patricia Donahue, il est le père du guitariste Jerry Donahue et joue du saxophone avec lui sur le titre John the Gun dans l'album de Fotheringay, Fotheringay 2.
Il est mort le 22 mars 1974 d'un cancer du pancréas.

## Discographie
Album solo
- 1954 : For Young Moderns in Love, Capitol
- 1957 : Dance Date With Sam Donahue, Remington
- 1958 : Stop Look Go And Listen To Sam Donahue, Prescott
- 1974 : Convoy, Hep

Avec Stan Kenton
- 1961 : Adventures in Jazz, Capitol
- 1961 : Kenton's West Side Story, Capitol
- 1961 : The Romantic Approach, Capitol
- 1962 : Sophisticated Approach, Capitol
- 1963 : Adventures in Blues, Capitol
- 1982 : Together Again, First Heard
- 1989 : Mellophonium Magic, Status
- 1991 : Cuban Fire!, Capitol

Autres
- 1955 : avec Gene Krupa, Gene Krupa's Sidekicks, Columbia
- 1958 : avec Woody Herman, The Herd Rides Again, Everest
- 1974 : avec Will Bradley (en) et Johnny Guarnieri, Live Echoes of the Best in Big Band Boogie, RCA Camden
- 1982 : avec Cab Calloway, Hi De Hi De Ho, RCA
- 1986 : avec Vic Lewis (en), Volume 1: The War Years, Harlequin